# 科皮尤瓦塔 (卡尼夫區)
49°38′43″N 31°13′50″E / 49.64528°N 31.23056°E
科皮尤瓦塔（烏克蘭語：Копіювата）是位於烏克蘭中部的村莊，由切爾卡瑟州切爾卡瑟區的斯泰潘齊市鎮負責管轄。該村始建於十八世紀，面積1.62平方公里，海拔高度136米，2009年人口225，人口密度每平方公里138.7人。